# Ion Enescu
Ion Enescu (n. 9 august 1929) este un fost deputat român în legislatura 1996-2000, ales în județul Dâmbovița pe listele partidului PNȚCD.